# Rivolta del Palatinato
La rivolta del Palatinato (in tedesco: Pfälzischer Aufstand o Pfälzer Aufstand) fu una rivolta popolare che ebbe luogo nel Palatinato tra il maggio ed il giugno del 1849. Come altre rivolte scoppiate nel Baden e nei territori renani, quella del Palatinato fu parte della Rivoluzione tedesca del 1848-1849.

## Antefatto
Il movimento della rivoluzione di marzo tra gli stati della Confederazione tedesca aveva portato all'elezione dell'Assemblea di Francoforte, il primo parlamento unitario della Germania. Questo parlamento impose una costituzione alla Confederazione il 28 marzo 1849, istituendovi una monarchia costituzionale ereditaria, ma re Federico Guglielmo IV di Prussia si rifiutò di accettare la corona imperiale a queste condizioni.
Nel regno di Baviera, le prime elezioni parlamentari si tennero il 7 dicembre 1848. Il risultato si dimostrò per la maggior parte favorevole alla sinistra (die Linke), i cosiddetti "Sostenitori della Sovranità Popolare e dell'Unità della Germania". Nel Palatinato, i votanti elessero in tutto 19 seggi al parlamento. 
All'apertura del parlamento il 22 gennaio 1849, re Massimiliano II di Baviera promise ulteriori riforme per il suo popolo. Il 9 gennaio, nel frattempo, il parlamento aveva passato una legge, sulla base di quanto proposto dall'Assemblea di Francoforte nel dicembre del 1848. Il re si rifiutò di controfirmare la legge ed aggiornò il parlamento all'8 marzo. Il 23 aprile, il sovrano bavarese e il governo rifiutarono la costituzione di Francoforte; il 14 aprile, la Suprema Corte di Baviera rifiutò la validità del documento dei diritti fondamentali della Baviera.
I deputati di sinistra interpretarono questo gesto come un tentativo di colpo di Stato. I deputati palatini tornarono alle loro municipalità con una risoluzione in merito, ovvero che l'uso della forza rimaneva infine l'unico mezzo di risoluzione. I territori del Palatinato, della Franconia e della Svevia proposero quindi l'adozione della costituzione, l'abolizione della monarchia e la secessione di questi stessi territori dalla Baviera.
Il 3 maggio 1849, la rivolta di maggio a Dresda divampò, ma già il 9 maggio venne schiacciata dalle truppe sassoni e prussiane insieme. L'11 maggio, ebbe luogo una terza rivolta nel Baden con l'ammutinamento delle truppe di stato della fortezza di Rastadt.

## La rivolta

### La commissione palatina per la difesa della costituzione
Il 1º maggio 1849, un gruppo di democratici associati si ritrovò a Kaiserslautern. Circa 12 000 persone intervennero all'evento sotto lo slogan: "Se il governo si ribella, i cittadini del Palatinato forzeranno le leggi." Il 2 maggio, il gruppo decise di stabilire una commissione per la difesa della costituzione di Francoforte composta da dieci uomini scelti. Questi non dichiararono la fondazione di una repubblica come nel caso del Baden, ma si preoccuparono piuttosto di costituire una milizia popolare e richiesero agli ufficiali di giurare sulla costituzione. La commissione costituì un vero e proprio esercito di diverse migliaia di unità provenienti perlopiù dall'esercito bavarese. Il 7 maggio 1849, Bernhard Eisenstuck, rappresentante dell'autorità centrale del Palatinato, legittimò la costituzione della commissione di difesa. L'11 maggio venne licenziato per aver ecceduto ai poteri conferitigli dal suo ruolo.

### Il governo provvisorio
Il 17 maggio 1849, un'assemblea popolare tenutasi ancora una volta a Kaiserslautern decise di stabilire un governo provvisorio composto da cinque persone sotto la guida dell'avvocato Joseph Martin Reichard. Gli altri rappresentanti di governo eletti furono Philip Hepp, Friedrich Schüler (assente; declinò in seguito l'elezione), August Ferdinand Culmann (assente; declinò in seguito l'elezione), Georg Friedrich Kolb (assente; declinò in seguito l'elezione). Al posto degli assenti, vennero scelti Peter Fries, Jean Louis Christian Greiner e Nicholas Schmitt.
Quel governo votò a favore della costituzione di Francoforte e si preparò alla secessione dalla Baviera. Anche se solo per una settimana, il Palatinato del Reno si separò effettivamente dal governo bavarese. Il 18 maggio 1849 si alleò con la Repubblica del Baden.

### L'esercito rivoluzionario
Il comando dell'esercito rivoluzionario venne trasferito il 9 maggio 1849 a Daniel Fenner von Fenneberg, che rinunciò alla propria posizione il 20 maggio. In quello stesso giorno venne costituita una commissione militare presieduta da Fritz Anneke. Il 21 maggio, il comando militare venne affidato a Franz Sznayde. Ludwig Blenker venne nominato comandante della milizia popolare ed August Willich divenne comandante dei volontari del Palatinato. Franz Zitz e Ludwig Bamberger comandarono i freikorps renano-assiani.

### La sconfitta dei rivoluzionari

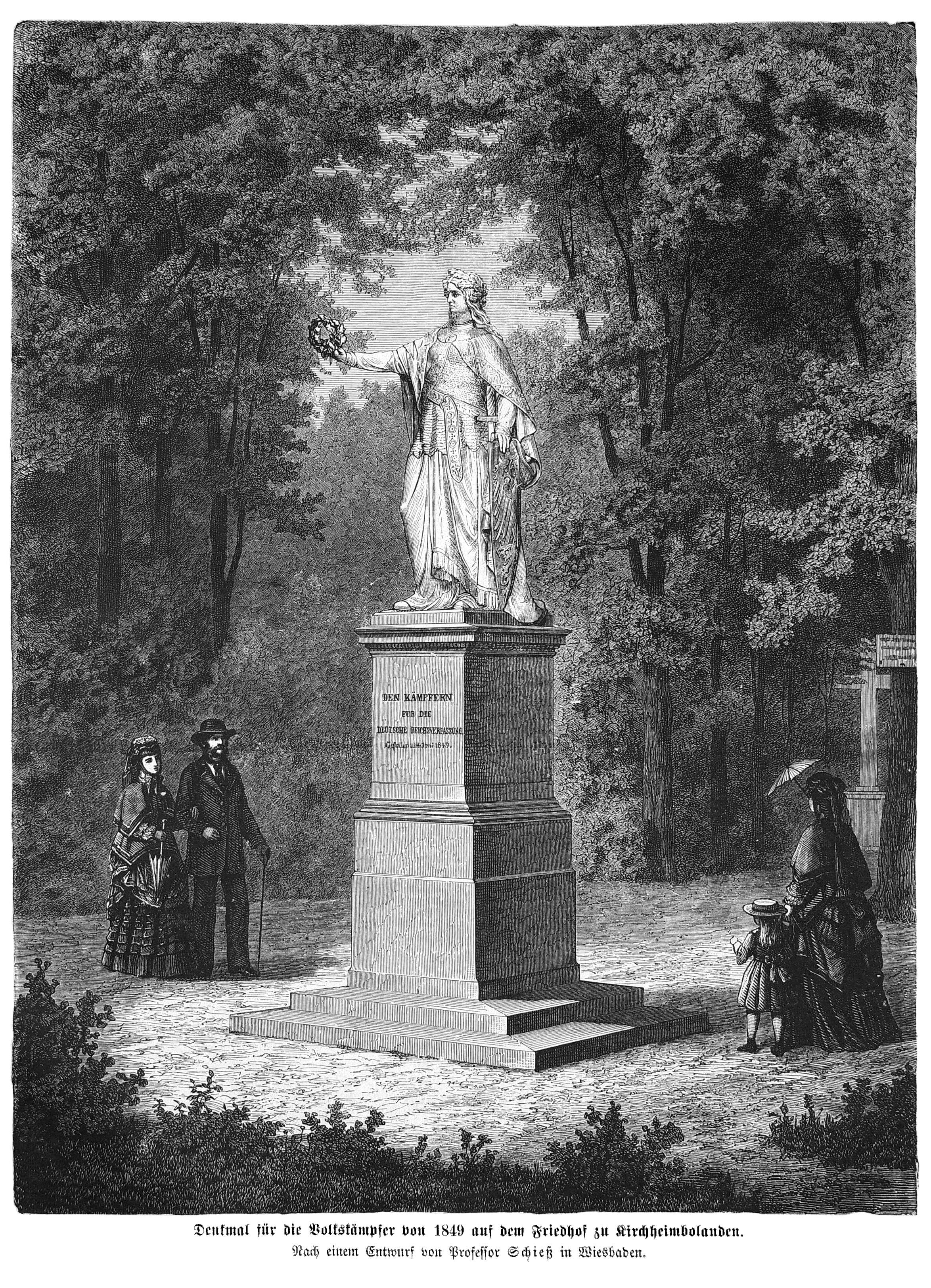
Il Freischar, il memoriale della rivolta a Kirchheimbolanden

L'11 giugno si iniziò a temere per l'intervento dei prussiani. L'avanguardia della 1ª divisione del I corpo d'armata prussiano al comando del maggiore generale von Hannecken attraversò il confine del palatinato presso Kreuznach.
A Kirchheimbolanden si svolse una battaglia il 14 giugno. Gli uomini della milizia popolare guidati da Mathilde Hitzfeld vennero per la maggior parte uccisi o catturati dai prussiani. L'esercito prussiano constava di 19 000 uomini al comando di Moritz von Hirschfeld, mentre le truppe rivoluzionarie erano male armate e allenate, ed in grado di opporre una debole resistenza. Il 14 giugno 1849 il governo provvisorio venne costretto ad abbandonare il paese e gli ufficiali bavaresi tornarono nelle loro posizioni. Con la battaglia di Ludwigshafen del 15 giugno e con la battaglia di Rinnthal del 17 giugno, la rivolta venne schiacciata nel Palatinato. L'esercito rivoluzionario palatino si ritirò il 18 giugno a Knielingen e poi nel Baden, seguito dalla retroguardia e dal resto degli uomini il 19 giugno.
Il governo bavarese accusò di sedizione, rivolta e alto tradimento un gruppo di 333 persone. Due ufficiali bavaresi vennero condannati a morte. Il 9 marzo 1850 a Landau in der Pfalz, il tenente conte Fugger venne giustiziato, mentre il maggiore Fach riuscì a fuggire.